# Оболонь-Арена
«Оболонь-Арена» — футбольный стадион в Киеве, вместимостью 5 100 мест. Является домашней ареной футбольного клуба «Оболонь». Находится вблизи станции метро «Героев Днепра» Киевского метрополитена.

## История постройки
Стадион является чисто футбольным и имеет 2 трибуны. Южная трибуна имеет вместительность 1 305 человек.
Строительство стадиона было начато в 2001 году в потребности новой арены для ФК «Оболонь», претендующей на выход в Премьер Лигу. 6 октября 2002 года ещё на недостроенном стадионе (пресс-конференцию пришлось проводить в соседней школе) состоялся первый матч — «Оболонь» принимала «Кривбасс». Регулярные матчи на стадионе начали проводиться с 2004 года, когда в качестве домашнего поля стадион начала использовать «Оболонь-2». С 2005 года стадион стал домашней ареной и для основного состава «Оболони», а вскоре и молодёжной сборной Украины
В декабре 2006 года началось строительство северной трибуны, которое завершилось летом 2009 года.
«Оболонь» имела статус тренировочного стадиона Евро 2012. С 2013 года на стадионе проводит матчи футбольный клуб «Оболонь-Бровар»